# Шаймуратов Мінігалі Мінгазович
Минигали Минга́зович Шаймуратов (башк. Миңлеғәли Минһажетдин улы Шайморатов; тат. Миңлегали Минһажетдин Минһаҗ улы Шайморатов; (15 (27) серпня 1899 , Шаймуратово, Уфимська губернія  — 23 лютого 1943 , Петрово-Красносілля, Ворошиловградська область ), південний схід д. Юліно 2) — радянський воєначальник, командир 112-ї Башкирської кавалерійської дивізії (з 14 лютого 1943 — 16-а гвардійська кавалерійська дивізія) під час Німецько-радянської війни. Генерал-майор (10 листопада 1942). Герой Російської Федерації (30.03.2020, посмертно).

## Біографія
Народився в селі Біштяки Уфимського повіту Уфимської губернії (нині — с. Шаймуратово Кармаскалінського району Башкортостану). За офіційними документами — татарин, за іншими джерелами — башкир. Після смерті матері, у 14 років, пішов у місто, працював матросом пароплава «Урал» в Уфимському пароплавстві.
У Червоній Армії з червня 1919 року. Брав участь у Громадянській війні. Служив у 270-му Білорецькому стрілецькому полку 30-ї стрілецької дивізії 5-ї армії Східного фронту, у якому воював проти військ адмірала О. В. Колчака; брав участь у Пермській, Петропавлівській та Омській наступальних операціях. У квітні 1920 року спрямований на навчання.
У січні 1921 року закінчив 9 Казанські кавалерійські курси, після їх закінчення направлений командиром взводу у 2-й кавалерійський полк Окремої Приволзької кавалерійської бригади. Брав участь у придушенні Тамбовського повстання. З жовтня 1921 року — командир взводу та ескадрону на 6-х Кірсанівських кавалерійських курсах, з червня 1922 року — командир взводу на 7-х Старожилівських кавалерійських курсах. З листопада 1922 року служив у 79-му кавалерійському полку 14-ї кавалерійської дивізії Першої кінної армії С. М. Будьонного в Північно-Кавказькому військовому окрузі. у 1924 закінчив повторні окружні курси середнього комскладу цього округу. З березня 1925 року служив командиром взводу та курсовим командиром в Об'єднаній військовій школі імені ВЦВК у Москві.
З серпня 1930 був слухачем Військової академії РСЧА імені М. В. Фрунзе: закінчив 1-й курс основного факультету (1931—1932) і східний факультет (1932—1934). З 1934 року проходив службу в 4-му (з 1934 — Розвідувальному) управлінні Генерального штабу Червоної Армії: помічник начальника відділення, у 1934—1935 роках — військовий аташе в Туреччині, у 1936—1937 роках — радник військового комітету при уряді Гоміндану в Китаї, з 1938 року по грудень 1940 року — військовий аташе в Китаї .
Як пише Костянтин Симонов, Шаймуратов добре володів англійською, китайською, татарською, уйгурською та казахською мовами, і ймовірно тому «об'їхав пів світу за особливими завданнями уряду».
Після початку Німецько-радянської війни в 1941 полковник М. М. Шаймуратов був переведений в Інспекцію кавалерії РСЧА і призначений командиром частини з охорони Кремля — 1-й Особливий кавалерійський полк, який незабаром був направлений на фронт до складу корпусу генерала Л. М. Доватора. За бої під Волоколамськом, на підступах до Москви М. М. Шаймуратов був нагороджений другим орденом Червоного Прапора.
25 грудня 1941 року прибув до Уфи та обійняв посаду командира 112-ї Башкирської кавалерійської дивізії. З 2 липня 1942 року дивізія у складі 8-го кавалерійського корпусу воювала у складі Брянського фронту, беручи участь у Воронезько-Ворошиловградській оборонній операції. У листопаді її передали до 5-ї танкової армії Південно-Західного фронту. Там вона брала участь у Сталінградській битві. Під час Середньодонської наступальної операції в грудні 1942 дивізія відзначилася при визволенні Тацинської і Морозовська.
10 листопада 1942 полковнику М. М. Шаймуратову присвоєно військове звання генерал-майора.
У Ворошиловградській наступальній операції у лютому 1942 року дивізія та корпус у складі 3-ї гвардійської армії успішно діяли у глибині німецької оборони, здійснивши дальній рейд до Міллерового та Макіївки.
За мужність і героїзм у боях, за успішне виконання важливих оперативних завдань 112-а Башкирська кавалерійська дивізія була удостоєна наказом наркома оборони СРСР від 14 лютого 1943 року гвардійського звання і перейменована на 16-ту гвардійську.
Під час Харківської оборонної операції на початку німецького контрнаступу дивізія виявилася далеко в німецькому тилу і була змушена з великими втратами прориватися звідти до своїх. 23 лютого 1943 року героїчно загинув між селищами Штерівського динамітного заводу імені Г. І. Петровського (Петрівське) та Юліне (Штерівка) Ворошиловградської області під час виходу з рейду тилами супротивника. Під час війни вважався зниклим безвісти, лише 1946 року було встановлено факт загибелі генерала Шаймуратова.
А його дивізія продовжувала битися. Шаймуратівська дивізія за роки Німецько-радянської війни пройшла від Дону до Ельби понад 4000 км. 15 разів зазначена у наказах Верховного Головнокомандувача, як така, що відзначилася в боях. 3860 воїнів дивізії нагороджено орденами та медалями, 78 із них стали Героями Радянського Союзу та п'ятеро повними кавалерами ордена Слави. Башкири стверджують, що такої кількості героїв немає в жодному з'єднанні Червоної Армії.

## Сім'я
Дружина — Ольга Павлівна Шаймуратова. Дочка — Октябрина Шаймуратова, нар. 4.11.1927 у Москві. Онук — Сергій, 1956 р. нар.
- Герой Російської Федерації (30 березня 2020, посмертно) — за мужність і героїзм, виявлені в боротьбі з німецько-фашистськими загарбниками в період Великої Вітчизняної війни 1941—1945 років[5][6][7]
- Два ордени Червоного Прапора (1938, 1941)[8]
- Орден Червоної Зірки (14.02.1943)
- Ювілейна медаль «XX років Робітничо-Селянської Червоної Армії» (22.02.1938)

## Пам'ять

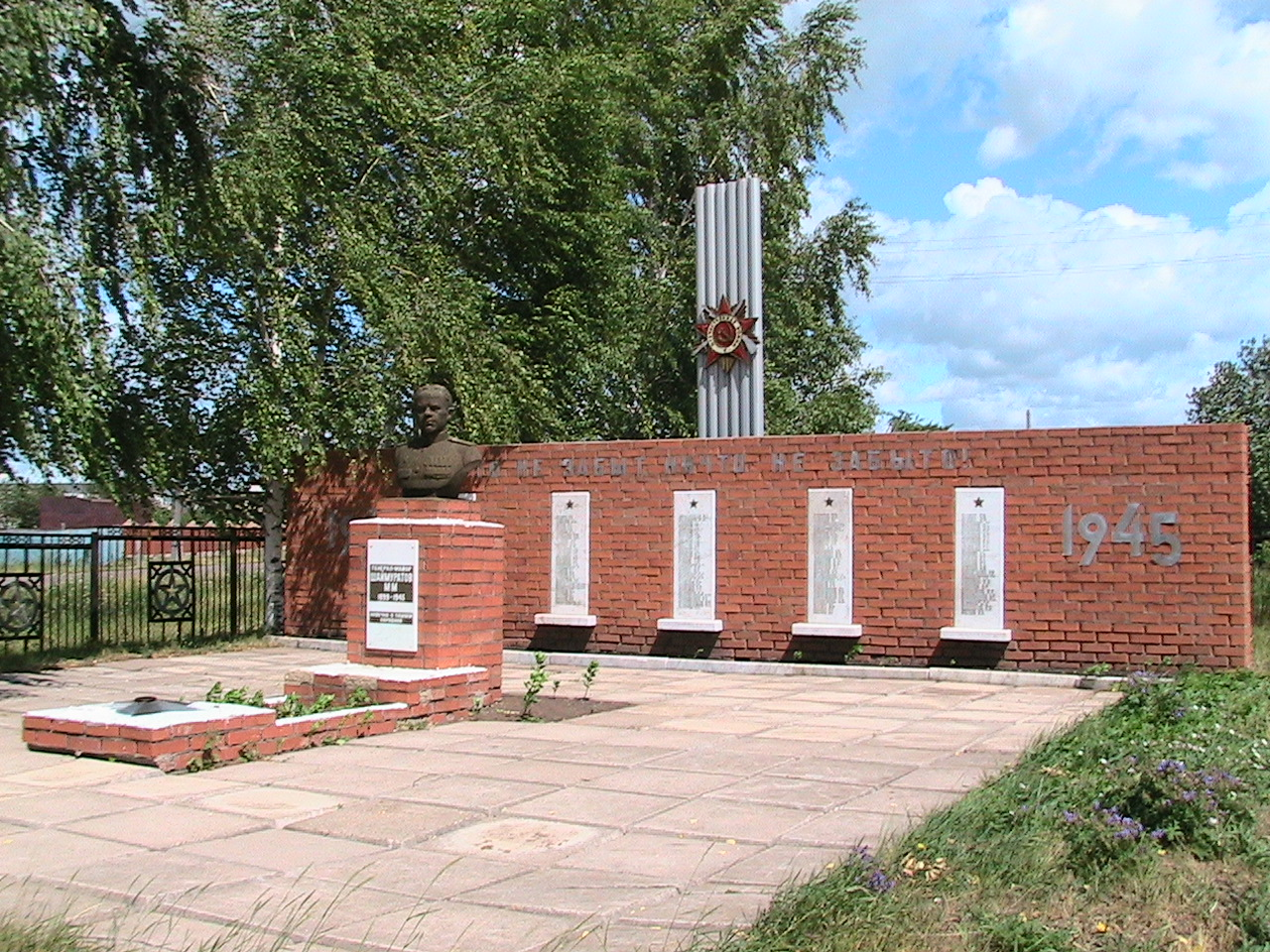
Погруддя Шаймуратову на батьківщині генерала

- Костянтин Симонов написав про нього нарис «У Башкирській дивізії». Рідне село названо ім'ям генерала. Після Німецько-радянської війни один із пароплавів Бєльського річкового пароплавства (пароплав «ОСТ» будівлі 1900 р.) названий ім'ям «Генерал Шаймуратов» (перебував в експлуатації до 1962 р.).
- Ім'ям Шаймуратова в Башкортостані названі вулиці в містах Уфа, Стерлітамак, Салават, Ішимбай та Жовтневий. На Донбасі його ім'я названо площу (місце поховання) та вулиці у місті Петрівське, а також у смт Чорнухине (Луганська область). 1964 року село Біштяки Кармаскалінського району Башкортостану перейменовано на село Шаймуратово.
- Пам'ятники Шаймуратову встановлені у м. Уфа (2 пам'ятники), м. Петрівське (пам'ятний знак на могилі та у сквері башкирських кіннотників) та смт Чорнухине (пам'ятник башкирським кіннотникам), с. Шаймуратово.
- У с. Шаймуратово з 1972 при Шаймуратівській школі діє музей Бойової слави, що названий його ім'ям. У 1999 Шаймуратівській середньій школі присвоєно ім'я М. М. Шаймуратова. Школа № 22 у м. Петрівське названа ім'ям Шаймуратова. У 2005 р. в Уфі відкрився музей 112-ї (16-ї гвардійської) Башкавдивізії, якою він командував.
- Ім'ям легендарного генерала названо багато сільськогосподарських об'єднань у різних районах Республіки Башкортостан.
- 31 травня 1964 року в селі Шаймуратово встановлено погруддя генерал-майора. Скульптор Б. Д. Фузєєв
- 8 травня 2010 року в Парку Перемоги Уфи на Алеї слави було встановлено погруддя. Скульптор В. А. Дворнік.
- 21 листопада 2012 року Указом Президента РФ № 1561-УП від 21.11.2012 р. 29-му Загону Спеціального призначення Внутрішніх військ МВС РФ присвоєно почесне найменування «імені генерал-майора М. М. Шаймуратова»[9][10].
- 19 листопада 2013 року погруддя Шаймуратова встановлено на території 29-го загону спеціального призначення Внутрішніх військ МВС Росії (м. Уфа, мкр Затон). Скульптор В А. Дворнік.
- 11 вересня 2015 року в рідному селі генерала Шаймуратова відбулося відкриття меморіалу Військової Слави, присвяченого 112 Башкирській кавалерійській дивізії та її командиру[11]. На цьому заході було відкрито перший кінний пам'ятник генерал-майору М. М. Шаймуратову. Пам'ятник виконаний із бронзи на повний зріст. Скульптор Д. А. Стрітович.

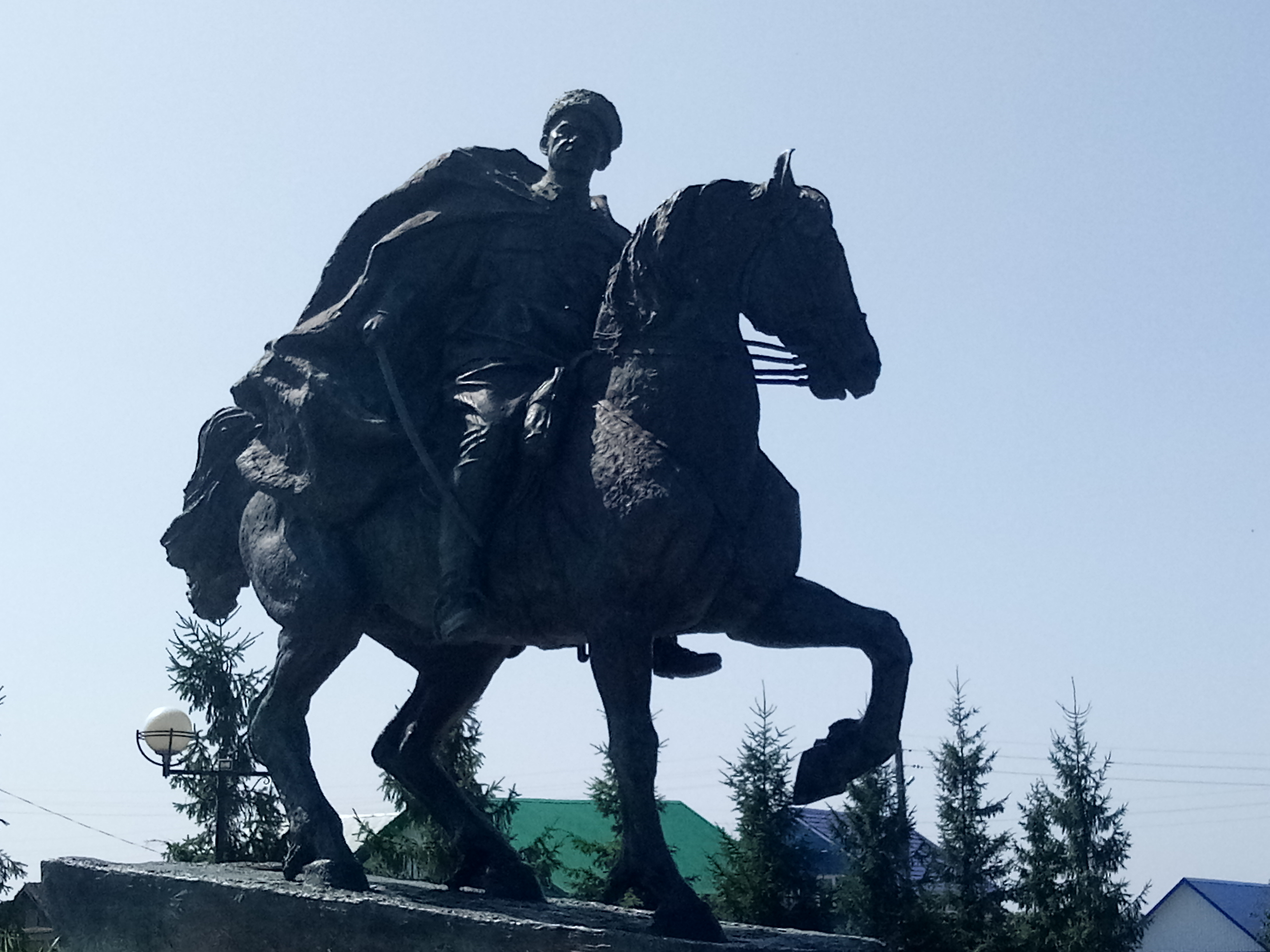
Кінний пам'ятник Шаймуратову на батьківщині генерала

- У вересні 2018 року пошта Луганської Народної Республіки випустила поштову марку, присвячену М. Шаймуратову. Марка входить до блоку марок «75 років визволення Луганської області від німецько-фашистських загарбників»[12].
- У 2020 році в Башкортостані засновано Орден генерала[13], який вручається «за самовідданість і мужність, виявлені при виконанні військового, цивільного або службового обов'язку в умовах, пов'язаних із ризиком для життя, при порятунку людей під час надзвичайних ситуацій, при охороні»[13].
- У 2022 році влада Уфи розпорядилася витратити 276 млн рублів на пам'ятник Мінігалі Шаймуратову. Замовлення отримав[14] скульптор Салават Щербаков, автор знаменитого пам'ятника князю Володимиру.

### У культурі
Також образ Шаймуратова відбито у живописі. О. В. Храмов є автором картини «Генерал Шаймуратов» (1963), Г. М. Круглов — картин «У штабі дивізії М. Шаймуратова» (1989) і «Останній бій генерала Шаймуратова» (2006).
У Республіці Башкортостан Шаймуратов вважається народним героєм, він оспіваний у башкирській пісні «Шаймуратов-генерал» (музика Загіра Ісмагілова, слова Кадира Даяа), що стала народною. Пісня була вперше виконана солістом Башкирського державного театру опери та балету Габдрахманом Хабібулліним у березні 1942 року (башкирською мовою). 1947 року пісня була записана Г. Хабібуліним на грамплатівку.
| Ішли полкі башкир в атаки, Проводив сивий Урал. Попереду — на аргамаку Шаймурат-генерал. |

## Походження
При народженні в метричній книзі Оренбурзьких мухамеданських духовних зборів у перекладі російською було записано: «Мінлегалі Мінгажетдін ули Шаймуратов. Батько — башкир із мішарів, мати — башкирка з тептярів».
М. М. Шаймуратов в анкеті при вступі до ВКП(б) вважався «тептярем».
У 1940 році у своїй анкеті Шаймуратов вказав своє походження — з батрацької сім'ї, і національність — башкир.
В особистому листку Шаймуратова з обліку кадрів, про соціальне походження зазначено: «із селян — робітник», за національністю татарин..
У нагородному листку на подання Шаймуратова М. М. до ордена Леніна, підписаного 14 лютого 1943, зазначена національність татарин.
У книзі «ГРУ: Справи і люди» вказується національність Шаймуратова — башкир.

Гвардії старший лейтенант Насиров Анвар Хатипович, командир ескадрону 112-ї кавалерійської дивізії у своїй книзі «Подвиг генерала: Спогади командира ескадрону 112-ї башкирської кавалерійської дивізії» писав:
Якось Мінігалі Мінгазович згадав свою давню розмову з батьком Мінгазетдіном. Він запитав його: "…Батьку, звідки прийшов наш рід?". Батько відповів: «…Наші предки прийшли з-за Уралу, з Ісяцької провінції. У крові потопив князь Бібіков бунт на уральських заводах. А коріння наше в племені айлінських башкир».
На запитання: "…Ви якоїсь національності?", Шаймуратов відповідав: «Я — башкир, з Уралу, з Башкирії, з Біштяки».